# Tert-Butylbromid
tert-Butylbromid ist eine organische Verbindung mit einem Bromatom als Substituenten und einem tertiären Kohlenstoffatom. Die Verbindung zählt als Alkylbromid zu den Halogenkohlenwasserstoffen und wird beispielsweise als Edukt zur Synthese verwendet. Isomere sind das 1-Brombutan, das 2-Brombutan und das 1-Brom-2-methylpropan, die zusammen die Gruppe der Butylbromide bilden.

## Gewinnung und Darstellung
Eine Möglichkeit zur Darstellung ist die Umsetzung von tert-Butanol mit Bromwasserstoff. Eine andere ist die Reaktion von Isobutan mit Brom.

## Eigenschaften
tert-Butylbromid ist eine sehr leicht flüchtige, farblose Flüssigkeit mit charakteristischem Geruch, die praktisch unlöslich in Wasser ist. Es wird bei Mischen mit Wasser rasch zu tert-Butanol und Bromwasserstoff hydrolysiert. Löst man es in Methanol, reagiert es rasch zu 2-Methoxy-2-methylpropan (durch Solvolyse) und 2-Methylpropen. Das technische Produkt wird mit Kaliumcarbonat stabilisiert.